# 珠海地下鉄
珠海地下鉄（しゅかいちかてつ、中文表記: 珠海地铁、英文表記: Zhuhai Metro）は、中国広東省珠海市に予定されている地下鉄システムである。

## 路線
- ■1号線 - 金湾枢紐西站-九洲湾駅間
- ■2号線 - 金鼎西駅-聯安路駅-拱北口岸駅・大橋口岸枢紐駅間